# Folke Sjöqvist
Fritz Gustav „Folke“ Sjöqvist (* 28. Mai 1933 in Västervik; † 30. März 2020 in Stockholm) war ein schwedischer Pharmakologe. Er war Professor für Klinische Pharmakologie am Karolinska-Institut.

## Leben
Sjöqvist studierte am Karolinska-Institut in Stockholm und promovierte dort 1962 über die Signalübertragung im autonomen Nervensystem. Von 1963 bis 1965 war er als Postdoc in den Vereinigten Staaten tätig, unter anderem an der Johns Hopkins University in Baltimore. Nach seiner Rückkehr nach Schweden wurde Sjöqvist 1970 der erste Professor für klinische Pharmakologie an der Universität Linköping. Im Jahr 1972 wurde er Professor für klinische Pharmakologie am Karolinska-Institut (Karolinska-Universitätskrankenhaus). 1998 ging er in den Ruhestand.
Folke Sjöqvist gründete das Arzneimittelinformationszentrum am Karolinska-Universitätskrankenhaus. Er widmete sich der Pharmakoepidemiologie und war an der Entwicklung schwedischer Arzneimittelkomitees beteiligt. 1970 wurde er mit dem Anna-Monika Prize geehrt. Von 1972 bis 1999 war er auch Mitglied des Nobelkomitees für den Nobelpreis für Physiologie oder Medizin. Im Jahr 1989 wurde er zum Mitglied der Academia Europaea gewählt.